# Miquel Salvó Llambrich
Miquel Salvó Llambrich (Vilanova i la Geltrú, 3 de novembre de 1994) és un jugador de bàsquet català que juga a la posició d'aler. Actualment el seu equip és el C.B. Gran Canaria de la Lliga ACB.

## Carrera esportiva
Els inicis de Salvó se situen al CB Samà (club de bàsquet dels Escolapis de Vilanova i la Geltrú) fins a la categoria infantil, moment en el qual fitxà pel FC Barcelona i formà part del planter blaugrana durant quatre temporades (dues infantil i dues cadet).
Tornà al CB Samà quan accedí a la categoria júnior fins que la temporada 2013/2014 se n'anà a Bèlgica, al Proximus Spirou Basket de Charleroi, on jugà amb el filial a la segona divisió belga (21'5 punts de mitjana), combinant entrenaments i rotació amb el primer equip, de I Divisió.
Després d'afrontar una temporada (2014/15) a la lliga EBA, al CB Cornellà, debutà la temporada següent (2015/16) a la LEB Plata, amb el CB Tarragona. Aquest mateix any disputà les semifinals d'ascens a la LEB Or, obtingué unes mitjanes de 10 munts (54’7% en llançaments de dos, 34’7% en llançaments de tres i 69’8% en llançaments lliures), 6 rebots, 1,5 assistències i 14 punts de valoració en els vint-i-sis partits de lliga regular que disputà i fou elegit Millor Aler en el Quintet Revelació de la temporada segons la Federació Espanyola de Basquetbol.
El 2016, firma per la Unión Financiera Oviedo de la LEB Or, dirigit per Carles Marco. Abans de començar la temporada 2016-17 el jugador s'entrenà durant la preetemporada amb l'ICL Manresa i firmà un preacord per a les temporades 2017-18 i 2018-19, però finalment no es materialitzà i fitxà pel San Sebastián Gipuzkoa Basket Club.
El 27 de gener de 2017 el seu equip aconsegueix la primera Copa Princesa LEB Or de seva història i Salvó obté el premi MVP del partit amb 17 punts, 8 rebots, 3 assistències, 1 pilota robada i 2 taps per sumar 25 punts de valoració en la victòria del Oviedo Club Baloncesto davant del San Pablo Burgos.
Després de dues temporades al club donostiarra, el 8 de juliol de 2019 fitxa pel San Pablo Burgos.

## Palmarès
- Quintet Revelació de la LEB Plata: 2015/16[1]
- Campió de la Copa Princesa LEB Oro: 2017.
- MVP de la Copa Princesa LEB Oro: 2017.